# Famous Music
Famous Music Corporation fue la división mundial de publicaciones musicales de Paramount Pictures, una división de Viacom desde 1994. Sus derechos de autor abarcan varias décadas e incluyen música de películas ganadoras de premios de la Academia como El Padrino y Forrest Gump. Algunas de las canciones clásicas del catálogo de Famous Music que se originaron en películas incluyen Moon River, Thanks for the Memory, Silver Bells, Mona Lisa, Where Do I Begin? (El tema de Love Story ), Speak Softly, Love (el tema de El padrino ), Up Where We Belong, Footloose, Take My Breath Away y My Heart Will Go On.
Famous Music también poseía música y canciones de programas de televisión producidos por Paramount hasta que la propiedad de la mayoría de esas canciones se transfirió a CBS en 2006 como parte de la división de Viacom en dos compañías separadas: CBS y la "nueva" Viacom. Estos incluyeron el tema de Misión: Imposible (la propiedad permaneció en Paramount), el tema de Star Trek y Where Everybody Knows Your Name (el tema de Cheers).
Famous Music también proporcionó servicios de licencia y administración para muchos propietarios de catálogos de música prominentes, como CBS, The Clyde Otis Music Catalogs, así como para otras divisiones de Viacom, incluidas MTV, Nickelodeon y BET.
Comenzando principalmente a fines de la década de 1980 y continuando hasta que la compañía se vendió en 2007, Famous Music participó activamente en la adquisición de canciones que no se originaron en películas o programas de televisión de Paramount. Estos incluyeron la compra de muchas obras del catálogo de Duke Ellington, así como acuerdos de adquisición o administración con artistas y productores como Shakira, Eminem, Akon, She Wants Revenge, Boyz II Men, Paula Cole, The Cunninghams, Björk, Gavin Rossdale, Daniel Powter, Harvey Danger, Martika, KC Porter, Linda Perry, Kike Santander, Irv Gotti, Placebo, Modest Mouse, Jet y P.O.D.
En mayo de 2007, Viacom vendió Famous Music a Sony / ATV Music Publishing, copropiedad de Sony y Michael Jackson, por 370 millones de dólares. Famous Music pasó a llamarse Sony / ATV Harmony y Sony / ATV Melody.
En diciembre de 2012, Sony / ATV vendió el catálogo de canciones de Famous Music UK (que incluía Placebo y The Kooks ) a BMG Rights Management. Paramount Pictures trasladó la administración de su música a Universal Music Publishing Group a finales de la década de 2010; ViacomCBS Domestic Media Networks (excluyendo Showtime Networks ) siguió su ejemplo en 2020.

## Famous Music Records Group
Durante varios años, Famous Music también tuvo una división de grupo de sellos discográficos que incluía Blue Thumb Records, Dot Records y Paramount Records. En 1974, estos fueron adquiridos por ABC Records por $ 5,5 millones y la mayoría de los sellos famosos fueron absorbidos por ABC Records.
Famous tenía acuerdos de distribución con Neighborhood Records y Sire Records, el último de los cuales continuó bajo ABC hasta 1977.
Los catálogos de todos los sellos ABC / Famous Music ahora son propiedad de Universal Music Group (con algunas excepciones, por ejemplo, el catálogo de 1968-1970 de Stax Records, que durante ese período era propiedad de Famous, es propiedad de Concord Music Group, distribuido por UMG. )
Varios sellos de Universal gestionan diferentes partes del catálogo según el género. Aquí hay unos ejemplos:
- Pop, rock, R&B: Geffen Records
- Country: MCA Nashville Records
- Jazz: Impulse! Records
- Música clásica: Deutsche Grammophon
- Musicales: Verve Records

## Artistas
- Hillary Lindsey
- Green Bottle Records
- John Lee Hooker
- Clockwork
- David Tolk
- Jonathan Mead Radford
- Monifah